# Bruno Marchelli
Bruno Marchelli, vollständiger Name Bruno Marchelli Álvez, (* 1. Juli 1992 in Treinta y Tres) ist ein uruguayischer Fußballspieler.

## Karriere

### Verein
Der 1,78 Meter große Defensivakteur Marchelli stand zu Beginn seiner Karriere bei Nacional Montevideo unter Vertrag. Von dort wechselte er 2013 zum Zweitligisten Plaza Colonia. In der Spielzeit 2013/14 kam er dort in einer Partie der Segunda División zum Einsatz. Ein Tor erzielte er nicht. Weitere Einsätze oder Kaderzugehörigkeiten sind bislang (Stand: 24. September 2016) nicht verzeichnet.

### Nationalmannschaft
Marchelli gehörte Aufgebot der uruguayischen U-17-Auswahl bei der U-17-Südamerikameisterschaft 2009 in Chile an und belegte mit dem Team den 3. Platz. Auch war er anschließend Teil des Kaders bei der U-17-Weltmeisterschaft 2009 in Nigeria an. Die von Roland Marcenaro trainierte Celeste erreichte im Turnier das Viertelfinale.